# Clupeichthys perakensis
Clupeichthys perakensis is een straalvinnige vissensoort uit de familie van de haringen (Clupeidae). De wetenschappelijke naam van de soort is voor het eerst geldig gepubliceerd in 1936 door Herre.